# Mycetobia ulmicola
Mycetobia ulmicola är en tvåvingeart som beskrevs av Boris Mamaev 1971. Mycetobia ulmicola ingår i släktet Mycetobia och familjen fönstermyggor. Inga underarter finns listade i Catalogue of Life.